# Mentre la ciutat dorm
Mentre la ciutat dorm (títol original en anglès, Crown Vic) és una pel·lícula de thriller policial estatunidenc del 2019 escrita i dirigida per Joel Souza, amb Alec Baldwin com a un dels productors, i protagonitzada per Thomas Jane, Luke Kleintank, Gregg Bello, David Krumholtz, Bridget Moynahan, Scottie Thompson i Josh Hopkins. La pel·lícula se centra en els esdeveniments durant un torn de nit de l'oficial veterà del Departament de Policia de Los Angeles Ray Mandel i el seu aprenent Nick Holland. El títol de la pel·lícula deriva del Ford Crown Victoria, un cotxe molt utilitzat per la policia estatunidenca, que també utilitzen els personatges principals. Es va estrenar el 26 d'abril de 2019 al Festival de Cinema de Tribeca i es va estrenar als cinemes i sota demanda el 8 de novembre de 2019 als Estats Units. La pel·lícula va rebre crítiques diverses de la crítica, que van notar similituds amb la pel·lícula de 2001 Training day: dia d'entrenament. S'ha doblat i subtitulat al català.